# Зидарово
Зидарово (болг. Зидарово) — село в Болгарии. Находится в Бургасской области, входит в общину Созопол. Население составляет 1188 человек (2022).

## Политическая ситуация
В местном кметстве Зидарово, в состав которого входит Зидарово, должность кмета (старосты) исполняет Стойчо Илиев Петков (Зелёные) по результатам выборов 2007 года.
Кмет (мэр) общины Созопол — Панайот Василев Рейзи (коалиция в составе 3 партий: Союз свободной демократии (ССД), Болгарский демократический союз «Радикалы», движение НАШИЯТ ГРАД) по результатам выборов 2007 года.